# Аль-Муїд Лідініллах
Аль-Муїд Лідініллах (араб. المعيد لدين الله; помер 1030) – єменський імам Зейдитської держави.

## Життєпис
Від 1020 до 1033 року лідер зейдитів Персії Абу Таліб Ях'я формально вважався імамом Ємену, хоч ніколи там не бував. Разом з тим, 1027 року з'явився новий претендент незрозумілого походження, Аль-Муїд Лідініллах, який заявив свої претензії на імамат. Насправді йому вдалось установити свою владу тільки у Сані. 1030 року був убитий політичними опонентами.